# Nermedin Selimov
Nermedin Selimov (Razgrad, Bulgaria, 3 de junio de 1954) es un deportista búlgaro retirado especialista en lucha libre olímpica donde llegó a ser medallista de bronce olímpico en Moscú 1980.

## Carrera deportiva
En los Juegos Olímpicos de 1980 celebrados en Moscú ganó la medalla de 52 en lucha libre olímpica de pesos de hasta 52 kg, tras el luchador soviético Anatoli Beloglazov (oro) y el polaco Władysław Stecyk (plata).